# Baumberg (Bad Heilbrunn)
Baumberg ist ein Gemeindeteil von Bad Heilbrunn im oberbayerischen Landkreis Bad Tölz-Wolfratshausen. Der Weiler liegt circa eineinhalb Kilometer südwestlich von Bad Heilbrunn.

## Baudenkmäler
Siehe: Liste der Baudenkmäler in Bad Heilbrunn#Andere Ortsteile